# Portkey Games
Portkey Games ist ein Videospiel-Label im Besitz von Warner Bros. Interactive Entertainment. Es wurde 2017 gegründet und dient der Schaffung von Spielerlebnissen im Zusammenhang mit der Wizarding World, einem Fantasy-Medien-Franchise auf Grundlage der Harry-Potter-Filme, die wiederum auf der Romanreihe von J.K. Rowling basieren.

## Überblick
Portkey Games kündigten 2017 ihr erstes Spiel an. In Zusammenarbeit mit dem Pokémon-Go-Erfinder Niantic entstand das Spiel Harry Potter: Wizards Unite. Das Spiel enthielt dieselben Elemente der Erweiterten Realität wie Pokémon Go, enthielt aber Figuren, Wesen und Gegenstände aus dem Harry-Potter-Universum. Der Betrieb wurde im Januar 2022 eingestellt.
Später im Jahr 2017, noch vor der Veröffentlichung von Wizards Unite, kündigte Portkey Games ein zweites in Entwicklung befindliches Handyspiel mit dem Namen Harry Potter: Hogwarts Mystery an. Hogwarts Mystery ermöglicht es Benutzern, als Hogwarts-Schüler zu spielen und spielt vor den Ereignissen der Harry-Potter-Reihe. Das Spiel wurde am 25. April 2018 exklusiv für iOS und Android veröffentlicht.

## Veröffentlichungen
| Jahr | Titel                          | Entwickler                      | Plattform                                                            | Ref    |
| ---- | ------------------------------ | ------------------------------- | -------------------------------------------------------------------- | ------ |
| 2018 | Harry Potter: Hogwarts Mystery | Jam City                        | Android, iOS                                                         | [ 20 ] |
| 2019 | Harry Potter: Wizards Unite    | Niantic, WB Games San Francisco | Android, iOS                                                         | [ 13 ] |
| 2020 | Harry Potter: Puzzles & Spells | Zynga                           | Android, iOS, Fire OS, Facebook                                      | [ 21 ] |
| 2023 | Hogwarts Legacy                | Avalanche Software              | PlayStation 4, PlayStation 5, Xbox One, Xbox Series, Windows, Switch | [ 22 ] |
| TBA  | Harry Potter: Magic Awakened   | NetEase                         | Android, iOS                                                         | [ 23 ] |